# Lingue nyulnyulan
Le lingue nyulnyulan sono un sotto gruppo delle lingue Aborigene e sono parlate nel Nord dell'australia
.
Le lingue di questo gruppo sono dieci e per la maggior parte sono estinte e quelle ancora parlate non hanno nessun parlante madre lingua.
Le lingue sono :
- Bardi[3]
- Djawi (estinta)[4]
- Dyaberdyaber (estinta)[5]
- Dyagun (estinta)[6]
- Nimanbur (estinta)[7]
- Nyikina[8]
- Nyulnyul (estinta)[9]
- Warrwa (estinta)[10]
- Ngumbarl (estinta)[11]
- Yawuru[12]

Questo gruppo è suddiviso in altri 2 sottogruppi: lingue nyulnyulan occidentali e lingue nyulnyunlan orientali.